# Zbysław Ciołkosz
Zbysław Ciołkosz (Cracovia, 23 marzo 1902 – Seattle, 25 giugno 1960) è stato un ingegnere polacco, progettista aeronautico.

## Biografia
Nacque a Cracovia il 23 marzo 1902, e dopo aver completato gli studi presso la Facoltà di ingegneria meccanica dell'Università di Leopoli nel 1926 entra a far parte della fabbrica aeronautica Podlaskiej Wytwórni Samolotów (PWS) di Biała Podlaska. Già nello stesso anno partecipò, sotto la direzione dell'ingegner Stanisław Cywinski, alla progettazione del primo caccia completamente prodotto in Polonia, il PWS-1, e nel 1928 progettò il PWS-20, primo aereo polacco che vinse un concorso indetto dal Ministero delle Comunicazioni, ma che non entrò in produzione.
Nel 1929, in collaborazione con il costruttore di aeromobili Anthony Uszackim, progettò e realizzò l'aereo sportivo PWS-52, nel 1930 il ricognitore-bombardiere PWS-19 (dotato di propulsore in linea), e nel 1931 l'aereo passeggeri ad alta velocità PWS-54.
Tuttavia nessuno di questi velivoli progettati presso la PWS entrò in produzione, e alla fine degli anni venti si recò negli Stati Uniti dove completò ulteriori studi nel campo della costruzione e progettazione degli aeromobili.
Nel corso del 1933 andò a lavorare presso la fabbrica Państwowe Zakłady Lotnicze (PZL) di Varsavia, dove realizzò il PZL.27, primo aereo polacco dotato di carrello d'atterraggio retrattile, il cui prototipo volò per la prima volta nel 1934. L'aereo non entrò in produzione, e poco tempo dopo incominciò a lavorare sul progetto dell'aereo da trasporto passeggeri PZL.30, destinato ad entrare in servizio presso la compagnia aerea LOT. Quando la compagnia preferì rivolgersi all'estero, il progetto PZL.30 fu ulteriormente sviluppato nel bombardiere LWS-6 Żubr, di cui fu prodotta una piccola serie di 15 esemplari, costruiti nel 1938. Nello stesso periodo incominciò il progetto relativo al caccia leggero PZL.39.
Nel 1936 fu assunto come direttore tecnico preso la Lubelska Wytwórnia Samolotów (LWS), una azienda controllata della Państwowe Zakłady Lotnicze e creata dalla nazionalizzazione della Plage i Laśkiewicz. Qui, oltre a lavorare sui progetti trasferiti dalla PZL (bombardiere PZL.30B/II e caccia leggero PZL.39), sviluppò i progetti preliminari dell'aereo da evacuazione sanitaria LWS-2 e del ricognitore LWS-3 Mewa. Nel 1938, in seguito ai grossi problemi incontrati con lo sviluppo del bombardiere LWS-6 Żubr ritornò alla PWS, dove fu nominato capo del Dipartimento degli studi aeronautici. Nel corso del 1939 sviluppò il progetto preliminare del bombardiere leggero PWS-46.
Dopo l'inizio seconda guerra mondiale, la Polonia fu invasa dalle truppe tedesche, ed egli fuggì in Gran Bretagna, dove iniziò a lavorare come progettista presso la Aero Mechano Ltd. Nel 1943 divenne direttore del Dipartimento dell'Aviazione del Ministero dell'Industria, Commercio e Navigazione del governo polacco in esilio, e pianificò lo sviluppo della produzione aeronautica polacca dopo la fine della guerra. In Gran Bretagna fu attivo nelle organizzazioni aeronautiche e tenne molte conferenze scientifiche e tecniche.
Dopo la fine guerra, con l'avvento del regime comunista, preferì rimanere in esilio lavorando in Inghilterra e, a partire dal 1948 negli Stati Uniti presso le fabbriche di elicotteri Piasecki Helicopter e Hiller Aircraft Corporation. Dal 1959 iniziò a lavorare presso la divisione canadese della Boeing. Morì il 25 giugno 1960 a Seattle. Era il fratello del leader del Partito Socialista Polacco, Adam Ciolkosz.

## Realizzazioni
- PWS.1
- PWS.19
- PWS.20
- PWS.46
- PWS.52
- PWS.54
- PZL.27
- PZL.39
- PZL.30
- LWS-2
- LWS-3 Mewa
- LWS-6 Żubr